# Vladislav Ivanov
Pour les articles homonymes, voir Vladislav Ivanov (homonymie).
Vladislav Ivanov (russe : Владислав Иванов), né le 24 janvier 1986 à Narva en Estonie, est un footballeur russe, qui évolue au poste de milieu offensif.

## Biographie
Vladislav Ivanov dispute 8 matchs en Ligue des champions, pour un but inscrit, 3 matchs en Ligue Europa, et 3 matchs en Coupe Intertoto,.

## Palmarès

### En club
- Avec le Narva Trans
  - Vainqueur de la Supercoupe d'Estonie en 2007 et 2008

- Avec le Levadia Tallinn
  - Champion d'Estonie en 2009 et 2014
  - Vainqueur de la Coupe d'Estonie en 2010 et 2014
  - Vainqueur de la Supercoupe d'Estonie en 2010

### Distinction personnelle
- Meilleur buteur de Meistriliiga en 2012 (23 buts)